# My Adventures with Superman
My Adventures with Superman è una serie televisiva animata di supereroi statunitense del 2023, sviluppata da Jake Wyatt e prodotta da Warner Bros. Animation e DC Studios.
Basata sul personaggio di Superman della DC Comics, la serie viene trasmessa per la prima volta negli Stati Uniti su Adult Swim dal 7 luglio 2023 ed è distribuita su Max dal giorno dopo. Viene trasmessa anche nei programmi contenitori Toonami dall'8 luglio e ACME Night dal 9 luglio, di Cartoon Network.

## Trama
La storia segue Clark Kent mentre costruisce la sua identità segreta di Superman ed esplora le sue misteriose origini, e Lois Lane, per la quale Clark sviluppa una cotta e viceversa, che sta per diventare una reporter di punta. Collaborando con il fotografo e migliore amico di Clark, Jimmy Olsen, il trio racconta le storie che contano e salva la giornata contro molti cattivi nella città di Metropolis, mentre si contende anche con la Task Force X e Brainiac, oltre a incontrare la cugina kryptoniana di Clark, Kara.

## Cast

### Principali
- Jack Quaid doppia Kal-El / Clark Kent / Superman
- Alice Lee doppia Lois Lane
- Ishmel Sahid doppia Jimmy Olsen

### Ricorrenti e guest
- Kari Wahlgren doppia Martha Kent, Clark Kent giovane
- Reid Scott doppia Jonathan Kent
- Jason Marnocha doppia Jor-El, Ethan Avery / Damage
- Darrell Brown doppia Perry White
- Zehra Fazal doppia Leslie Willis / Livewire
- Azuri Hardy-Jones doppia "Flip" Johnson
- Chris Parnell doppia Slade Wilson
- Catherine Taber doppia Siobhan McDougal / Silver Banshee
- Lucas Grabeel doppia Kyle / Mist
- Vincent Tong doppia Albert / Rough House, Steve Lombard
- Melanie Minichino doppia Cat Grant, Silver St. Cloud
- Kenna Ramsey doppia Ronnie Troupe
- Jake Green doppia il dr. Anthony Ivo / Parasite
- Max Mittelman doppia Lex Luthor, Hank Henshaw, Joseph Martin / Atomic Skull, Thomas Weston
- Laila Berzins doppia Rory / Heat Wave
- Debra Wilson doppia Amanda Waller
- Joel de la Fuente doppia il generale Sam Lane
- André Sogliuzzo doppia Monsieur Mallah
- Jeannie Tirado doppia Lana Lang
- Andromeda Dunker doppia Vicki Vale
- David Errigo Jr. doppia Mister Mxyzptlk
- Michael Emerson doppia Brainiac
- Byron Marc Newsome doppia Dr. John Irons / Steel, Silas Stone
- Michael Yurchak doppia Winslow Schott
- Kiana Madeira doppia Kara Zor-El / Supergirl

## Episodi
| Stagione         | Episodi | Trasmissione originale | Trasmissione originale |
| Stagione         | Episodi | Prima trasmissione     | Ultima trasmissione    |
| ---------------- | ------- | ---------------------- | ---------------------- |
| Prima stagione   | 10      | 7 luglio 2023          | 1º settembre 2023      |
| Seconda stagione | 10      | 26 maggio 2024         | 21 luglio 2024         |

## Produzione

### Sviluppo
Nel maggio 2021, è stato annunciato che era stato effettuato un ordine di due stagioni per My Adventures with Superman, con la serie inizialmente pianificata per essere trasmessa su Cartoon Network e trasmessa in streaming su HBO Max. È stato rivelato che Jack Quaid e Alice Lee avrebbero doppiato rispettivamente Clark Kent / Superman e Lois Lane. Jake Wyatt e Brendan Clogher erano a bordo come co-produttori esecutivi e Josie Campbell era una produttrice. Sam Register è stato anche produttore esecutivo. Wyatt, Clogher e Campbell sono stati gli showrunner. Non sono stati forniti aggiornamenti importanti fino a marzo 2023, quando è stato annunciato che la serie non sarebbe più andata in onda su Cartoon Network, ma piuttosto nel blocco notturno Adult Swim, nonostante la serie non fosse necessariamente prodotta per rivolgersi a un gruppo demografico di giovani adulti. Dopo la formazione dei DC Studios, la troupe di produzione ha mostrato la sequenza di apertura della serie al co-AD James Gunn, a cui secondo quanto riferito è piaciuta la serie e ha permesso che continuasse la produzione senza interferenze.

### Sceneggiatura
Il team dietro lo spettacolo voleva esplorare i primi anni di Clark, Lois e Jimmy Olsen e il loro lavoro al Daily Planet, qualcosa che secondo Campbell era stato raramente toccato nei precedenti media di Superman. Campbell ha descritto i tre personaggi come il cuore dello spettacolo, aggiungendo che il loro legame e il tempo trascorso insieme guidano «la serie e gli archi dei personaggi sia per la prima che per la seconda stagione». Ha anche affermato che la storia d'amore tra Lois e Clark è molto importante per la squadra e qualcosa che si sarebbe rivelato con il progredire della serie. Volevano anche enfatizzare l'umanità di Superman esplorando le sue relazioni personali.
Campbell ha citato l'originale film Superman (1978) di Richard Donner come un'enorme influenza per la serie, in particolare per l'interazione tra la Lois di Margot Kidder e il Superman di Christopher Reeve: «Abbiamo amato la loro chimica; abbiamo amato quanto Lois fosse intelligente ed esuberante, e abbiamo amato il cuore e l'altruismo del Superman / Clark Kent di Reeve. Il film era intelligente, divertente e modernizzava Superman in un modo che sembrava naturale per il periodo storico, pur rispettando ciò che lo aveva preceduto. È davvero uno dei nostri pezzi preferiti dei media di Superman». Proprio come il film, per My Adventures with Superman hanno cercato di avere un «ampio pubblico di spettatori, dove bambini, adolescenti e adulti potessero sedersi e guardare insieme». Le influenze per la serie includono la miniserie a fumetti del 1986 Man of Steel, così come le opere di Dan Jurgens, Jon Bogdanove e Louise Simonson. Inoltre, la sequenza di trasformazione di Superman è ispirata a Pretty Cure, in particolare a Cure Mermaid di Go! Princess Pretty Cure.

### Casting
La produttrice Josie Campbell ha apprezzato moltissimo lavorare con Jack Quaid. Campbell ha detto che Quaid ha avuto un ottimo tempismo comico nei panni di Clark, ma è stato anche in grado di "vendere la gentilezza, la forza e la dignità di Superman".
Nel giugno 2022, Michael Emerson annunciò che avrebbe interpretato Brainiac. Nell'aprile 2023, è stato confermato che Ishmel Sahid avrebbe interpretato Jimmy Olsen.

## Distribuzione

### Promozione
Le mie avventure con Superman è stato presentato in anteprima su Adult Swim il 7 luglio 2023, con uno speciale di 2 episodi, ed è stato pubblicato anche su Max poco dopo la sua messa in onda televisiva. Ha poi fatto il bis nel blocco di programmazione Toonami della rete il sabato sera con ulteriori repliche nel blocco ACME Night di Cartoon Network. La prima stagione era composta da 10 episodi.

### Marketing
Un teaser trailer è stato rilasciato nell'aprile 2023. Un trailer integrale che annuncia la data della prima uscita il 5 giugno 2023. Una clip promozionale della prima stagione è stata rivelata il 29 giugno 2023.

### Trasmissione internazionale
- 7 luglio 2023 negli Stati Uniti su Adult Swim;[1]
- 7 luglio 2023 in America Latina su Cartoon Network e HBO Max;[19]
- 17 ottobre 2023 nel Regno Unito su Channel 4;[20]
- 11 dicembre 2023 in Spagna su HBO Max.[21]

### Home media
La Warner Bros. Discovery Home Entertainment ha pubblicato la prima stagione di My Adventures with Superman in DVD negli Stati Uniti il 14 maggio 2024.

## Accoglienza

### Critica
La serie ha ricevuto recensioni positive dalla critica. Sul sito aggregatore di recensioni Rotten Tomatoes la serie ha una valutazione del 98% sulla base di 28 recensioni, con un punteggio medio di 8,20/10. Il consenso della critica recita: "Trasponendo perfettamente Superman nello stile degli anime shōnen, queste avventure danno al personaggio un lavoro di pittura rinfrescante pur mantenendo il suo fascino per eccellenza". Polly Conway di Common Sense Media ha valutato lo spettacolo con 4 stelle su 5, descrivendolo come "un nuovo inizio spensierato e divertente per il classico supereroe" e aggiungendo che "i bambini che non sono ancora pronti per film seri sui supereroi saranno entusiasti le battaglie e le sfide che l'equipaggio deve affrontare."
Samantha Nelson di IGN ha valutato lo spettacolo un 8/10, affermando che "fonde il canone DC Comics e i cliché degli anime shonen per dare una svolta fresca e affascinante all'Uomo d'Acciaio", e aggiungendo che "sebbene ci siano alcuni personaggi più deboli, I primi sette episodi dello show mostrano un enorme potenziale guidato da strani cattivi, combattimenti complessi e un insieme affiatato." Lauren Sarner del New York Post lo ha descritto come "niente di rivoluzionario, o particolarmente intelligente, ma è spensierato e costellato di alcuni momenti divertenti." Michael Thomas di Collider ha affermato che "sebbene la serie abbia alcuni problemi di ritmo e la mancanza di un forte cast di supporto, è più che compensata con la sua arte brillante e un forte trio principale."

### Riconoscimenti
- Saturn Awards
  - 2024 – candidatura come Best Animated Television Series or Special[28]
- TCA Awards
  - 2024 – candidatura come Outstanding Achievement in Family Programming[29]

## Serie a fumetti
Una miniserie di fumetti basata sulla serie TV My Adventures with Superman è stata rilasciata nel giugno 2024, scritta dal produttore della serie e scrittrice di fumetti Josie Campbell e disegnata dall'artista Pablo M. Collar. La serie a fumetti riprende dalla fine della prima stagione e funge da ponte verso la seconda stagione della serie animata My Adventures with Superman. Campbell ha affermato che la serie a fumetti è una storia non prodotta nella prima stagione, e che si collegherebbe "emotivamente" con la seconda stagione.